# Ščuč'e
Ščuč'e (in russo Щу́чье?) è una città della Russia, situata nell'oblast' di Kurgan nella Siberia sudoccidentale. È il capoluogo del rajon Ščučanskij.